# Chris Tebbetts
Chris Tebbetts é um autor de vários livros para adolescentes[carece de fontes?] que cresceu em Yellow Springs. Ele vive atualmente em Vermont.